# Jared Harris

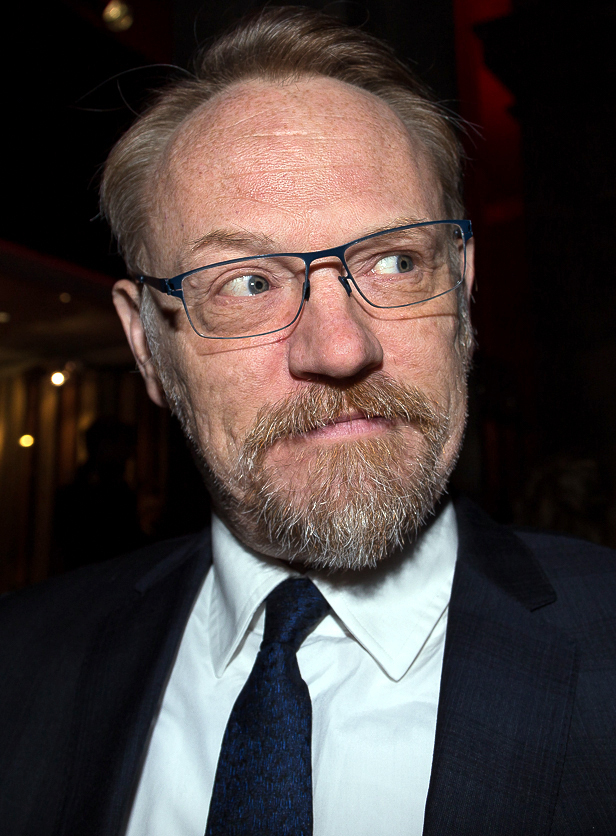
Jared Harris (2014)

Jared Francis Harris (* 24. August 1961 in London, England) ist ein britischer Schauspieler.

## Leben und Karriere
Jared Harris’ Eltern sind Elizabeth Rees und der Schauspieler Richard Harris. Sein älterer Bruder ist der Regisseur und Drehbuchautor Damian Harris (* 1958). Sein jüngerer Bruder ist der Schauspieler Jamie Harris (* 1963). Sein Stiefvater war Rex Harrison, mit dem die Mutter in zweiter Ehe verheiratet war.
Harris besuchte die Central School of Speech and Drama in London. In den USA studierte er Drama und Literatur an der Duke University und machte 1984 seinen Abschluss. Danach war er jahrelang Mitglied der Royal Shakespeare Company in London und spielte in den Shakespeare-Stücken Hamlet und Romeo und Julia sowie in The Silent Woman von Ben Jonson und A Clockwork Orange von Anthony Burgess.
Sein erster Kinofilm war 1989 Er? Will! Sie Nicht?, bei dem sein Bruder Damian für Regie und Drehbuch verantwortlich war. In New York trat er am Off-Broadway im Stück Ecstasy von Mike Leigh auf und erhielt 1992 dafür einen Obie Award. Er gründete dort auch The Sinachie Theater Company.
In I Shot Andy Warhol war er 1996 in der Titelrolle zu sehen. 1998 wurde Harris beim Sitges Festival Internacional de Cinema de Catalunya für den Film Trance als bester Hauptdarsteller ausgezeichnet.  
Von 2009 bis 2012 übernahm Harris in der Fernsehserie Mad Men die Rolle des Lane Pryce. Im Hammer-Films-Thriller The Quiet Ones war er 2014 als Joseph Coupland zu sehen. 2016 und 2017 übernahm er in der Serie The Crown die Rolle von König Georg VI., dem Vater von Elisabeth II. 2018 war er in der fünfteiligen Miniserie Chernobyl des Senders HBO als Wissenschaftler Waleri Alexejewitsch Legassow zu sehen. Seine darstellerische Leistung brachte ihm eine Nominierung für den Emmy in der Kategorie Bester Hauptdarsteller in einer Miniserie oder einem Fernsehfilm.
1996 endete seine fünfjährige Beziehung mit der amerikanischen Schauspielerin Tahnee Welch. Er war danach von 2005 bis 2009 mit der Schauspielkollegin Emilia Fox verheiratet. Im April 2009 lernte er Allegra Riggio kennen. Die beiden sind seit dem 9. November 2013 verheiratet.

## Filmografie (Auswahl)
- 1989: Er? Will! Sie Nicht? (The Rachel Papers)
- 1992: In einem fernen Land (Far and Away)
- 1992: Der letzte Mohikaner (The Last of the Mohicans)
- 1995: Natural Born Killers
- 1995: Dead Man
- 1995: Pecos Bill – Ein unglaubliches Abenteuer im Wilden Westen (Tall Tale)
- 1995: Smoke
- 1996: White Lies – Das Leben ist zu kurz, um ehrlich zu sein (White Lies)
- 1996: I Shot Andy Warhol
- 1997: Ein Vater zuviel (Fathers’ Day)
- 1997: Chinese Box
- 1998: Trance
- 1998: B. Monkey
- 1998: Lost in Space
- 1998: Happiness
- 1998: Lulu on the Bridge
- 1998: The Weekend
- 2002: Dummy
- 2002: Igby (Igby Goes Down)
- 2002: Mr. Deeds
- 2003: Sylvia
- 2003: Without a Trace – Spurlos verschwunden (Without a Trace, Fernsehserie, 2 Folgen)
- 2004: Resident Evil: Apocalypse
- 2004: Ocean’s 12 (Ocean’s Twelve)
- 2005: The Notorious Bettie Page
- 2005: To the Ends of the Earth (Miniserie, 3 Folgen)
- 2006: Das Mädchen aus dem Wasser (Lady in the Water)
- 2007: Law & Order: Special Victims Unit (Fernsehserie, Folge 9x06)
- 2008: From Within
- 2008: Der seltsame Fall des Benjamin Button (The Curious Case Of Benjamin Button)
- 2008–2009, 2012: Fringe – Grenzfälle des FBI (Fringe, Fernsehserie, 9 Folgen)
- 2009–2012: Mad Men (Fernsehserie, 26 Folgen)
- 2010: Ausnahmesituation (Extraordinary Measures)
- 2010: The Ward
- 2011: Sherlock Holmes: Spiel im Schatten (Sherlock Holmes: A Game of Shadows)
- 2012: Lincoln
- 2013: Chroniken der Unterwelt – City of Bones (The Mortal Instruments: City Of Bones)
- 2013: Der Teufelsgeiger (Paganini: The Devil’s Violinist)
- 2014: Pompeii
- 2014: The Quiet Ones
- 2015: Poltergeist
- 2015: Codename U.N.C.L.E. (The Man from U.N.C.L.E.)
- 2015–2017: The Expanse (Fernsehserie, 8 Folgen)
- 2016: Certain Women
- 2016: Allied – Vertraute Fremde (Allied)
- 2016–2017: The Crown (Fernsehserie, 6 Folgen)
- 2018: The Terror (Fernsehserie, 10 Folgen)
- 2019: Chernobyl (Miniserie, 5 Folgen)
- 2019: Robert the Bruce – König von Schottland (Robert the Bruce)
- 2019: Carnival Row (Fernsehserie, 8 Folgen)
- seit 2021: Foundation (Fernsehserie)
- 2022: Das Seeungeheuer (The Sea Beast) (Synchronisation)
- 2022: Morbius
- 2022: American Dad (Fernsehserie, Stimme, 1 Folge)
- 2023: Brave the Dark

## Auszeichnungen
Irish Film and Television Award
- 2024: Nominierung als Bester Nebendarsteller (Foundation)[4]